# Бурнус
Бурнус (фр. bournous, з арабської бурнус - широкий плащ) - 1) В арабських країнах – плащ з цупкої вовняної тканини з каптуром. 2) Вид жіночого верхнього одягу.

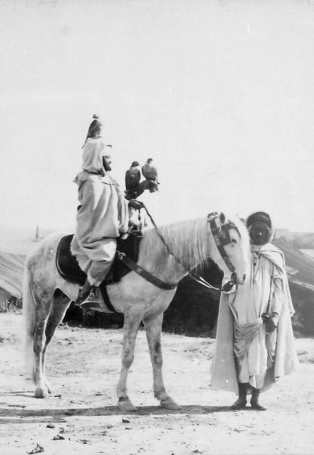
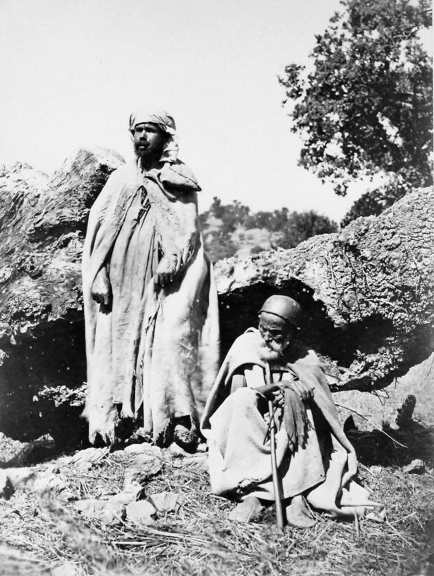
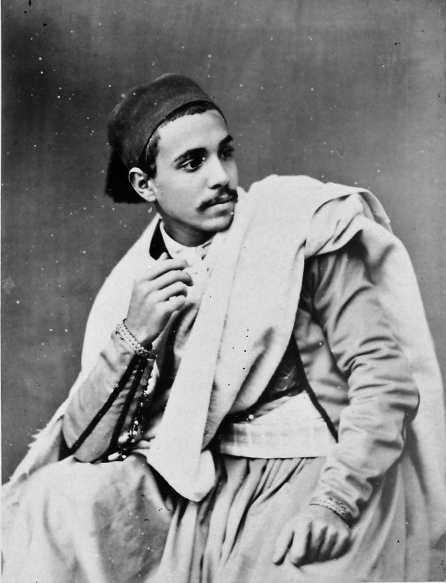

## Джерело
- Словник іншомовних слів., К.: Головна редакція Української радянської енциклопедії АН УРСР., 1975, стор. 114